# Paycheck (мини-альбом)
Paycheck — третий мини-альбом украинской рок-группы «Пошлая Молли», выпущенный 18 февраля 2020 года на лейбле Warner Music Russia. Концертный тур в поддержку альбома начался 21 февраля 2020 года. В альбом вошёл сингл «Мишка» при участии KATERINA, выпущенный 20 декабря 2019 года. Последний альбом Пошлой Молли выпущенной лейблом Warner Music Russia

## Предыстория
20 декабря вышел заглавный сингл мини-альбома «Мишка» при участии экс-участницы группы «SEREBRO» KATERINA (Катя Кищук). В этот же день был выпущен музыкальный клип.
29 января 2020 во всех социальных сетях была анонсирована дата выхода — 11-е февраля. 10 февраля было объявлено о переносе релиза на 14 февраля, а затем 12 февраля о переносе на 18 февраля.
15 мая вышел музыкальный клип на последнюю песню мини-альбома «Ты разбила папину машину».

## Отзывы
Данила Головкин из InterMedia описал мини-альбом как «Хороший средний EP в своем фирменном стиле. Все тот же подростковый поп-панк с электронными причудами и небольшими хип-хоп-вкраплениями. Все тот же надменно-гнусавый Кирилл Бледный. И всё те же тексты, протестные не столько по содержанию, сколько по форме, ввиду ее полного отсутствия».

## Творческая группа
По данным Genius.
- Кирилл Бледный — основной исполнитель, продюсер, автор песен
- Катя Кищук — приглашенный исполнитель
- Константин Пыжов — миксинг, мастеринг
- Олег Шевченко — мастеринг

## Список треков
| №                   | Название                   | Длительность |
| ------------------- | -------------------------- | ------------ |
| 1.                  | «Самый лучший эмо панк»    | 3:28         |
| 2.                  | «Беспечный рыцарь тьмы»    | 3:53         |
| 3.                  | «Стрип клаб»               | 2:25         |
| 4.                  | «Клеопатри»                | 3:05         |
| 5.                  | «Мишка» (при уч. KATERINA) | 2:38         |
| 6.                  | «Ты разбила папину машину» | 3:32         |
| Общая длительность: | Общая длительность:        | 19:01        |

## Чарты
| Чарты (2020)         | Высшая позиция |
| -------------------- | -------------- |
| Россия (Apple Music) | 3              |